# Colchicum kesselringii
Colchicum kesselringii är en tidlöseväxtart som beskrevs av Eduard von Regel. Colchicum kesselringii ingår i tidlösasläktet som ingår i familjen tidlöseväxter. Inga underarter finns listade i Catalogue of Life.